# یادگیری پروژه‌محور
یادگیری پروژه‌محور الگویی است که یادگیری را بر محور پروژه‌ها سازماندهی می‌کند. بر اساس تعریفی که در راهنمای این روش برای آموزگاران مطرح شده، پروژه‌ها فعالیت‌های پیچیده‌ای هستند بر اساس سوالات یا مسائل چالش‌برانگیز که دانش‌آموزان را درگیر کار طراحی، حل مسئله، تصمیم‌گیری، و فعالیت‌های تحقیقی می‌کنند؛ به دانش‌آموزان فرصت کار نسبتاً مستقل را در بازه‌های طولانی زمانی می‌دهند؛ و در پایان سبب تولیدات یا ارائه‌های واقع‌گرایانه می‌شوند. تعریف‌های دیگری که در ادبیات یافت می‌شود شامل محتوای موثق، ارزیابی موثق، تسهیل و نه دستورالعمل از طرف معلم، اهداف آموزشی شفاف، یادگیری مشارکتی، باز اندیشی، و دربرگیری مهارتهای بزرگسالان. این تعدد تعاریف باعث می‌شود که افراد مختلف برداشت‌های متفاوتی از این مفهموم داشته باشند، بر ویژگی‌های متفاوتی از آن تأکید کنند، و در نتیجه روش‌های عملی متفاوتی برای پیاده‌سازی آن به کار گیرند. برای مثال در مورد میزان استقلال دانش آموز و میزان جزئیات دستورالعمل‌هایی که معلم می‌تواند براش شاگردانش فراهم کند توافق نظر کاملی وجود ندارد.

## بنیان‌های نظری
یادگیری پروژه‌محور پیشینه‌ای طولانی دارد. در اوایل سال‌های ۱۹۰۰، جان دیوی با پشتیبانی از نظریه «یادگیری با انجام دادن» در واقع به مفهومی شبیه یادگیری پروژه‌محور اشاره کرده‌است. این گرایش همچنین در مکتب ساختارگرایی هم بازتاب داشته. ساختارگرایی توضیح می‌دهد که افراد دانش را از طریق ارتباط با محیطشان می‌سازند و ساختار دانش هر فرد با دیگری متفاوت است. در نتیجه در جریان تحقیق، صحبت یا دیگران، یاانجام فعالیت‌های مختلف، هر فرد در حال یادگیری از طریق ساخت دانش تازه بر مبنای دانسته‌های قبلی خود است. همان‌طور که قابل انتظار است، این مفاهیم در واقع پایه‌های یادگیری پروژه محور و رویکرد آن به آموزش و یادگیری هستند.
یکی از دانشمندانی که با نظریه‌هایش در مورد یادگیری به توسعه یادگیری پروژه محور کمک کرده‌است سیمور پپرت، ریاضیدان دانشگاه ام آی تی است. او معتقد است که علت زدگی دانش آموزان از مدرسه، سلسله مراتب غلط آشنایی آن‌ها با مفاهیم مختلف است. او معتقد است که به جای اینکه ابتدا به دانش آموزان مفاهیم انتزاعی فیزیک و ریاضی و شیمی درس بدهیم، و بعد فقط در دانشگاه مهندسی را معرفی کنیم، بهتر است با مهندسی شروع کنیم؛ یعنی که دانش آموزان ابتدا با کاربرد این مفاهیم به‌طور عملی آشنا شوند و در نتیجه هنگام مطالعه مباحث انتزاعی تر بتوانند ارتباطی بین دروس جدید و تجربه‌هایشان برقرار کنند.

## ویژگی‌ها
به نظر مدافعین این روش، یادگیری پروژه‌محور یک رویکرد پویا به تدریس است که در آن دانش آموزان مسائل و مشکلات دنیای واقعی را کندوکاو می‌کنند و همزمان، با شرکت در فعالیت‌های گروهی مهارتهای فراتر از برنامه درسی به دست می‌آورند.
چون این روش متمرکز بریادگیری فعال دانش‌آموزان است، آن‌ها را تشویق به فهم عمیق‌تر دانش پیش رو می‌کند. تحقیقات همچنین نشان داده‌است که دانش آموزان با احتمال بالاتری نسبت به روش‌های سنتی کتاب محور مطالب آموخته شده در این روش را به خاطر می‌سپارند،. علاوه بر این شرکت در فعالیت‌های گروهی و مستقل باعث افزایش اعتماد به نفس و اراده شخصی دانش‌آموزان می‌شود.
در فرایند انجام پروژه‌ها، دانش آموزان مهارت‌های سازماندی و تحقیقشان را دقیق تر می‌کنند، ارتباط مؤثرتری با همتاهایشان و با بزرگترها برقرار می‌کنند، و معمولاً در جامعه یا محله خودشان کار می‌کنند و اثرهای مثبت فعالیتشان را می‌بینند.
چون دانش آموزان بر اساس پروژه‌هایشان ارزیابی می‌شوند (به جای معیارهای محدود مورد استفاده در امتحانات، مقاله‌ها، و گزارشها) معمولاً کارشان برایشان معنا دار تر است. آن‌ها خیلی سریع متوجه می‌شوند که چطور کار درسی می‌تواند به مسائل زندگی واقعی مرتبط شود و حتی ممکن است که برای انتخاب شغل یا شرکت در فعالیت‌های اجتماعی که به پروژه‌شان مربوط است انگیزه پیدا کنند.
این رویکرد به آموزش همچنین به دانش آموزان این امکان را می‌دهد که ارتباط رشته‌های مختلف درسی را با هم ببینند و در نتیجه بتوانند از دانایی‌ها، مهارتها، و استعدادهایشان در هر کدام از آن‌ها برای یادگیری بهتر بقیه درس‌ها استفاده کنند. به عبارت دیگر، درگیر شدن با مسائل واقعی باعث می‌شود که دانش آموزان بتوانند از دسته‌بندی‌های ساختگی علوم فراتر بروند.